# Forward in Faith

L'association Forward in Faith (dénomination souvent abrégée en FiF, et qui signifie "avancer dans la Foi") regroupe des anglicans qui « s'opposent en conscience à l'ordination des femmes au sacerdoce et à l'épiscopat ». Fondée en 1992 au Royaume-Uni, elle est présente également en Australie et en Afrique du Sud .
Ce groupe se présente plus généralement comme le défenseur de la tradition au sein de l'église anglicane et s'oppose à l'émergence d'autres changements, notamment dans la doctrine concernant l'homosexualité. 
Forward in Faith est en général présenté comme une composante du courant anglo-catholique de l'anglicanisme, mais même si la majorité des membres sont issus de ce courant, il en existe une part non négligeable qui ne se définissent pas comme tels.

## Fondation et raison d'être de l'association
Les églises de la Communion anglicane fonctionnant de façon autonome, l'introduction du sacerdoce des femmes a suivi un calendrier propre à chacune : elle se produit en 1976 aux États-Unis, en 1992 en Australie.
Le principe de l'ordination de femmes prêtres est adopté par le synode général de l'Église d'Angleterre en 1992. En novembre de cette année, un groupe d'opposants à cette mesure fonde l'association Forward in Faith. Ils avancent trois raisons pour ce refus : selon eux,
- l'ordination des femmes est contraire aux Écritures et à la Tradition,
- l'adoption de cette mesure par des églises de la Communion sans consensus global provoque une rupture des liens d'intercommunion,
- et enfin elle constitue un obstacle insupportable à la réconciliation et à la réunion effective avec les églises catholique romaine et orthodoxes[4].

Par la suite, Forward in Faith s'oppose régulièrement à l'association Affirming Catholicism, qui défend au contraire la compatibilité de l'ordination des femmes avec l'Écriture et la tradition ou au groupe de pression WATCH (Women and the Church) qui promeut une accession complète des femmes aux ministères religieux.

## Aux États-Unis: le réalignement
Trois diocèses américains membres de Forward in Faith, Fort Worth, Quincy, et San Joaquin, relevant de l'église épiscopale, ont cherché à changer d'obédience au sein de la communion anglicane. Ce processus, qualifié de réalignement, permettrait à ces diocèses de rejoindre des églises aux positions plus traditionnelles en ce qui concerne l'ordination des femmes ou des homosexuels. Ce transfert est refusé par l'église épiscopale, notamment en ce qui concerne la conservation de la dénomination des diocèses concernés et de leurs biens meubles. Il donne lieu à plusieurs procès[réf. souhaitée].

## Au Royaume-Uni

### Face à l'introduction des ordinations de femmes au sacerdoce
Lors de l'introduction de l'ordination des femmes au sacerdoce dans l'Église d'Angleterre, un certain nombre de provisions ont été mises en place pour les paroisses où une majorité de personnes s'oppose, en conscience, à cette innovation. Ainsi, est mis en place un groupe d'évêques, les visiteurs épiscopaux provinciaux, souvent surnommés "évêques volants" (flying bishops) qui ne participent pas aux ordinations de femmes. Plutôt que d'administrer un territoire géographique donné, ces évêques sont chargés de « l'accompagnement pastoral des paroisses opposées à l'ordination des femmes » dans une aire assez vaste. L'association Forward in Faith cherche à défendre les intérêts de ces opposants.

### Face à l'introduction des ordinations de femmes à l'épiscopat
L'ensemble du système est remis en question en 2008 par l'acceptation du principe de l'ordination des femmes à l'épiscopat par le synode général de l'Église d'Angleterre qui se tient à York. Le système des évêques volants, qui repose sur une délégation d'autorité de la part de l'évêque territorialement compétent, devient insuffisant et est appelé à disparaître. La question des provisions pour les défenseurs de la succession apostolique traditionnelle est posée. 
L'association Forward in Faith défend alors le slogan a code of practice will not do (on ne peut pas se contenter d'un code de bonne conduite). Elle souhaite au contraire voir adoptée une solution basée sur une réorganisation de la structure hiérarchique de l'église qui ne soit plus exclusivement sur des bases territoriales. Elle suggère la mise en place d'une troisième province pour les anglicans de tendance traditionnelle, à côté de celles de York et de Cantorbéry, ou à défaut, trois ou quatre diocèses spécifiques,.
Explicitant les raisons du refus du code de bonne conduite, le président John Broadhurst souligne que FiF revendique une solution qui permette une assurance de voir se perpétuer de façon durable une succession apostolique au sens traditionnel : « Il nous faut une juridiction, parce que nous ne voulons pas d'un ghetto pour fondamentalistes, d'une forteresse où il ne nous resterait qu'à mourir. ».
Le 12 juillet 2010, les archevêques de York et Cantorbéry joignent leurs efforts au cours du synode général pour obtenir une solution de compromis qui conserve des garanties pour les opposants à l'ordination des femmes évêques. Mais chacune des solutions proposées est mise en échec. Le processus d'introduction de l'épiscopat féminin se poursuit et devrait se dérouler jusque vers 2014.

## Relations avec l'Église catholique
Au mois de juillet 2009 une rencontre a lieu entre l'évêque anglican de Fulham, John Broadhurst, président de Forward in Faith, et le cardinal Schönborn. Selon les commentateurs, cette réunion aurait eu lieu à l'instigation du pape Benoît XVI et aurait porté sur la possibilité d'accueillir et intégrer des institutions et groupes anglicans au sein de l'Église catholique.
Quelques mois plus tard, le 20 octobre le Vatican annonce la prochaine publication d'une constitution apostolique proposant des modalités pratiques pour réaliser cet accueil. Cette annonce a lieu trois jours avant la convention nationale du groupe Forward in Faith - Royaume-Uni, où la proposition du pape Benoît XVI est abondamment commentée,.
La constitution Anglicanorum Coetibus est publiée par le pape le 9 novembre 2009. Dans sa réaction l'évêque Broadhurst se dit très impressionné par la générosité de la proposition papale et souligne que « ce que Rome vient de faire est d'offrir exactement ce que l'Église d'Angleterre nous a refusé ».
Le 15 octobre 2010, ce même évêque John Broadhurst annonce son intention de passer à l'"Ordinariat" prévu par la Constitution Anglicanorum Coetibus dès que cet ordinariat sera créé, et de démissionner d'ici la fin de l'année de sa position au sein de l'Église d'Angleterre. Il n'entend pas en revanche la direction de Forward in Faith, indiquant que ce groupe ne dépend pas de l'Église d'Angleterre. Il en démissionnera cependant en novembre, peu avant de quitter l'Église d'Angleterre et d'être ordonné prêtre au sein de l'ordinariat personnel de Notre-Dame de Walsingham nouvellement créé.
Le 15 février 2010, le groupe FiF d'Australie manifeste officiellement son souhait de fonder un ordinariat pour rassembler les fidèles qui souhaitent rejoindre l'Église catholique. Cette structure est mise en place conjointement avec la Communion anglicane traditionnelle (une fédération d'églises en rupture avec la communion anglicane), et l'Église anglicane d'Australie.